# 八戸市立鮫中学校
八戸市立鮫中学校（はちのへしりつさめちゅうがっこう）は、青森県八戸市鮫町にある公立中学校。

## 沿革
- 1947年（昭和22年）4月21日 - 八戸市立鮫中学校として、鮫小学校校舎に併置、開校。
- 1951年（昭和26年）4月1日 - 現在地に独立校舎竣工。
- 1984年（昭和59年）8月25日 - 新校舎落成修祓式挙行。
- 1990年（平成2年）5月26日 - 校庭各地工事完了。
- 2007年（平成19年）10月12日 - 創立60周年記念式典挙行。
- 2017年（平成29年）11月24日 - 創立70周年記念式典挙行。

## 生徒数
| 学年 | 1年 | 2年 | 3年 | 特別支援   | 合計 |
| ---- | --- | --- | --- | ---------- | ---- |
| 学級 | 2   | 2   | 2   | 2          | 8    |
| 生徒 | 50  | 49  | 50  | 5 （内数） | 149  |

- 2020年（令和2年）8月18日時点

## 部活動
- 野球部
- サッカー部
- ソフトテニス部
- 卓球部
- バスケットボール部
- バレーボール部
- 吹奏楽部

## 通学区域
八戸市立鮫小学校の通学区域
- 第二砂森新
- 二子石本町
- 二見町
- 千代田町
- 山ノ手
- 忍町
- 忍町の2
- 第三二子石
- 新富町
- 住吉町
- 有楽町
- 末広町
- 御園町
- 東町
- 美登里町
- 緑ヶ丘
- 幸町
- 仲町
- 本町
- 浜町
- 岬町
- 日ノ出町
- 弁天町
- 汐見町
- 蕪島町
- 岬ヶ丘
- 恵比須浜
- 皐月町
- 扇ヶ浦
- 東大平町
- 西大平町
- 美原町

八戸市立種差小学校の通学区域
- 白浜